# Maria Andrade
Pour les articles homonymes, voir Andrade.
Maria Andrade, née le 19 mars 1993, est une taekwondoïste cap-verdienne.

## Carrière
Maria Andrade termine deuxième du tournoi africain de qualification olympique d'Agadir en 2016, se qualifiant ainsi pour les Jeux olympiques de 2016 à Rio de Janeiro dans la catégorie des moins de 49 kg, où elle n'obtient pas de médaille.
Elle remporte la médaille de bronze des moins de 49 kg aux Championnats d'Afrique 2018 à Agadir.